# ردود الفعل الدولية على الغزو الروسي لأوكرانيا 2022
تنوعت ردود الفعل على الغزو الروسي لأوكرانيا عام 2022 بين إدانات من زعماء العالم، حيث أدان البعض الرئيس الروسي فلاديمير بوتين على وجه التحديد لسماحه بعمل عسكري، والموافقة عليه، إلى إلقاء البعض الآخر باللوم على استفزازات الناتو.

ردود الفعل الدولية على الغزو الروسي لأوكرانيا عام 2022.
----
دول أدانت الغزو
دول حافظت على موقف محايد
دول ألقت باللوم في الغزو على أوكرانيا و/أو استفزاز الناتو
غير معروف
----
روسيا
أوكرانيا

رفضت روسيا في 25 فبراير قرار مجلس الأمن الدولي الذي يطالب روسيا بالانسحاب من أوكرانيا. وامتنعت الصين والهند والإمارات عن التصويت.
----
صوّت لصالح القرار أو برعاية مشتركة (إذا لم يكن عضوًا حاليًا في مجلس الأمن)
صوّت ضد
امتنع

## الدول

### أفريقيا
- مصر – أكد رئيس الوزراء مصطفى مدبولي أن حكومته تتابع الأزمة، معربًا عن رغبته في حل الوضع قريبًا.[3]
- الغابون – شاركت في البيان المشترك بقيادة الولايات المتحدة بعد التصويت على قرار مجلس الأمن الدولي بشأن الهجوم الروسي على أوكرانيا.[4]
- غانا – أدانت وزيرة الخارجية شيرلي أيوركور بوتشواي الغزو.[5]
- كينيا – شاركت في البيان المشترك بقيادة الولايات المتحدة بعد التصويت على قرار لمجلس الأمن الدولي بشأن الهجوم الروسي على أوكرانيا.[4]
- ليسوتو – شاركت في البيان المشترك بقيادة الولايات المتحدة بعد التصويت على قرار لمجلس الأمن الدولي بشأن الهجوم الروسي على أوكرانيا.[6]
- ليبيريا – أدانت الغزو.[7]
- ليبيا – نددت وزيرة الخارجية نجلاء المنقوش بالتدخل العسكري الروسي في أوكرانيا ووصفته بأنه انتهاك للقانون الدولي ودعت موسكو إلى «الهدوء والتراجع».[8]
- نيجيريا – وصف بيان صادر عن وزارة الخارجية النيجيرية الوضع بأنه «مفاجأة». وأعلن عن خطط للمساعدة في إجلاء المواطنين النيجيريين من أوكرانيا. لكنه تجنب إدانة تصرفات روسيا، وأكد من جديد مزاعم روسيا بأن الهجمات في أوكرانيا «اقتصرت على منشآت عسكرية».[9][10][11]
- جنوب أفريقيا – أصدر وزير إدارة العلاقات الدولية والتعاون، ناليدي باندور، بيانًا ألقى باللوم على روسيا، ودعا إلى «محادثات شاملة بقيادة مجلس الأمن الدولي» وإلى «تعزيز الدبلوماسية».[12]

### آسيا
- أفغانستان – أصدرت حكومة طالبان بيانًا أعربت فيه عن قلقها إزاء الأزمة في أوكرانيا ودعت إلى «حل الأزمة بالحوار والوسائل السلمية».[13]

- بنغلاديش – كرر وزير الخارجية عبد القادر عبد المؤمن دعوات بنغلاديش لحل النزاع العسكري المستمر بين روسيا وأوكرانيا بشكل سلمي بما يتماشى مع ميثاق الأمم المتحدة.[14]

- الصين – تحدث الزعيم الصيني والأمين العام للحزب الشيوعي شي جين بينغ إلى الرئيس الروسي فلاديمير بوتين في 25 فبراير، أن الصين تدعم روسيا وأوكرانيا لحل القضية من خلال المفاوضات.[15][16] قال الرئيس بوتين لشي إن «روسيا مستعدة لإجراء مفاوضات رفيعة المستوى مع أوكرانيا».[17] وقال سفير الصين لدى الأمم المتحدة تشانغ جون «نعتقد أنه يتعين على جميع الدول حل النزاعات الدولية بالوسائل السلمية بما يتماشى مع أهداف ومبادئ ميثاق الأمم المتحدة».[18] رفضت الحكومة الصينية إعطاء إجابة بـ «نعم/لا» عما إذا كانت العملية العسكرية الروسية هي غزو في بيان صحفي صدر في 24 فبراير، وأكدت إشادتها بـ «الجهود الكبيرة التي تبذلها فرنسا وألمانيا من خلال الوساطة الدبلوماسية من أجل تخفيف التوتر». واتهمت الولايات المتحدة بالتحريض على الحرب.[19] في 25 فبراير، قال وزير الخارجية الصيني وانغ يي إن الصين تحترم سيادة جميع الدول، بما في ذلك أوكرانيا، ولكن ينبغي أيضًا معالجة مخاوف روسيا بشأن توسع الناتو شرقا.[20]

- الهند – دعا رئيس الوزراء ناريندرا مودي إلى وقف فوري للعنف في أوكرانيا في مكالمة هاتفية مع بوتين في 24 فبراير. كما أعرب عن قلقه بشأن الخروج والعودة الآمنين لـ 18,000 طالب هندي في أوكرانيا. امتنعت الحكومة الهندية عن اتخاذ موقف بشأن القضية.[21] في وقت سابق من ذلك اليوم، أعلنت وزارة الشؤون الخارجية أن «الهند تتابع عن كثب تطور الأحداث في المنطقة». كما تدرس الهند أيضًا إنشاء آلية للتجارة مع روسيا باستخدام الروبية لتجنب آثار العقوبات على التجارة بين البلدين.[22] توفر روسيا حوالي 70٪ من الأسلحة الهندية ولها علاقات وثيقة منذ الحرب الباردة. كانت الهند العضو الوحيد في الحوار الأمني الرباعي الذي لم يحظر الصادرات الروسية. ومع ذلك، تحتاج الهند أيضًا إلى مساعدة الولايات المتحدة لمواجهة الصين، التي تعتبرها أكبر تهديد لها. وأشار محلل من مركز أبحاث السياسة، إلى أن «الهند لم تقع في مثل هذا النوع من المواقف من قبل. إنه أكبر تحد دبلوماسي منذ الحرب الباردة». وقال السفير الأوكراني في الهند، إيغور بوليخا، للصحفيين في الهند إنه «مستاء للغاية» من موقف الهند.[23] امتنعت الهند عن التصويت على قرار مجلس الأمن الدولي الذي يدين الغزو الروسي.[24]

- إندونيسيا – أعرب المتحدث باسم وزارة الخارجية، تيوكو فايزاسياه، عن قلق إندونيسيا من تصعيد الصراع. وحثت إندونيسيا روسيا على احترام سيادة ووحدة أراضي أوكرانيا.[25] كما غرد الرئيس الإندونيسي، جوكو ويدودو قائلا: «أوقفوا الحرب. الحرب تجلب المعاناة للبشرية وتعرض العالم للخطر».[26] في 24 فبراير 2022، أُعلن أن الحكومة الإندونيسية تدرس فرض عقوبات على روسيا بسبب الغزو.[27] كما أصدر مجلس تمثيل الشعب بيان إدانة.[28]

- إيران – على الرغم من أن تأكيد وزير الخارجية أن الحرب ناتجة عن استفزازات الناتو، إلا أنه لا يرى اللجوء إلى الحرب حلاً. وأكد على ضروري وقف إطلاق النار والتركيز على حل سياسي وديمقراطي.[29] اتصل الرئيس الإيراني، إبراهيم رئيسي، هاتفياً ببوتين ودعم ضمان وقف توسع الناتو.[30][31]

- اليابان – أدان رئيس الوزراء فوميو كيشيدا الغزو الروسي لأوكرانيا وأعلن أن بلاده ستتعاون مع الولايات المتحدة في فرض مزيد من العقوبات ضد روسيا.[32]

- الكويت – شاركت في البيان المشترك بقيادة الولايات المتحدة بعد التصويت على قرار لمجلس الأمن الدولي بشأن الهجوم الروسي على أوكرانيا.[6]
- قيرغيزستان – دعت وزارة الخارجية روسيا وأوكرانيا لحل النزاع على طاولة المفاوضات. «إننا نتابع تطور الوضع في أوكرانيا بجزع وقلق. وانطلاقا من علاقاتنا الودية تاريخيا مع شعبي روسيا وأوكرانيا، نأمل أن يحقق الطرفان السلام على الفور، بما في ذلك عن طريق إنشاء أشكال وآليات جديدة».[33]

- لبنان – أدانت وزارة الخارجية يوم الخميس الغزو العسكري الروسي لأوكرانيا ودعت موسكو إلى «الوقف الفوري للعمليات العسكرية».[34]

- ماليزيا – غرد رئيس الوزراء إسماعيل صبري بأنه يأمل في إمكانية التوصل إلى تسوية سلمية محتملة بين أوكرانيا وروسيا قريباً، وبالتالي حل النزاع بنجاح.[35]

- منغوليا – تحدث أمارسايخان سينبويان، نائب رئيس الوزراء، وباتسيتسيغ باتمونخ، وزير الخارجية، إلى الصحافة حول الغزو الروسي لأوكرانيا. ووضعوا الخطوط العريضة لخطط إعادة المواطنين المنغوليين من أوكرانيا لكنهم لم يدينوا الإجراء الروسي. كلاهما وصف الغزو بأنه عملية عسكرية وكفاح مسلح في أوكرانيا.[36]

- بورما – أيد المتحدث باسم مجلس إدارة الدولة، زاو مين تون، قرار روسيا، مشيرا إلى أن «روسيا تعمل لحماية سيادتها» وأشاد بدور روسيا في موازنة القوة العالمية.[37][38]

- نيبال – عارضت الغزو الروسي لأوكرانيا. قالت وزارة الخارجية «يجب احترام مبادئ السيادة والسلامة الإقليمية احتراما كاملا».[39]

- باكستان – أعرب رئيس الوزراء، عمران خان، عن أسفه إزاء الوضع الحالي، وقال إن الصراع ليس في مصلحة أحد. وكان يأمل في إمكانية تجنب الصراع العسكري بين البلدين من خلال الدبلوماسية. كما شدد خان على إيمان باكستان بضرورة حل النزاعات من خلال الحوار والدبلوماسية.[40]

- الفلبين – أصدرت وزارة الخارجية بيانًا في 25 فبراير قالت فيه إنها تحث المجتمع الدولي على إعادة تأكيد التزامه بحل النزاعات الدولية من خلال الحوار السلمي و«أكثر من مجرد كلام» واستشهدت بإعلان مانيلا الصادر عن الجمعية العامة للأمم المتحدة بشأن التسوية السلمية للنزاعات المسلحة. النزاعات الدولية. تعهد وزير الخارجية تيودورو لوكسين جونيور بالذهاب إلى الحدود الأوكرانية للإشراف شخصيًا على إعادة الفلبينيين في أوكرانيا.[41]

- قطر – دعا أمير البلاد تميم بن حمد كافة الأطراف في الأزمة الروسية الأوكرانية إلى ضبط النفس وحل الخلاف من خلال الحوار البناء والطرق الدبلوماسية. وجدد تسوية الخلافات الدولية بالطرق السلمية، وحذر من الإجراءات التي من شأنها أن تؤدي إلى مزيد من التصعيد.[42]

- السعودية – ذكر موقع وزارة الخارجية الأمريكية على الإنترنت أن نائب وزير الخارجية السعودي وليد الخريجي ونائبة وزيرة الخارجية الأمريكية ويندي شيرمان ناقشا يوم الخميس بناء «رد دولي قوي لدعم السيادة الأوكرانية».[43]

- سنغافورة – صرحت وزارة الخارجية أنه "يجب احترام سيادة أوكرانيا وسلامتها الإقليمية" و"ينبغي على جميع الأطراف المعنية مواصلة الحوار، بما في ذلك الوسائل الدبلوماسية، من أجل تسوية النزاع سلميا، وفقا للقانون الدولي، وتجنب الإجراءات التي من شأنها زيادة التوترات في المنطقة.[44]

- كوريا الجنوبية – قال الرئيس مون جاي إن كوريا الجنوبية ستنضم إلى الدول التي فرضت عقوبات ضد روسيا في الأزمة وأعرب عن أسفه لغزو روسيا لأوكرانيا. وقال: «استخدام القوات المسلحة لإحداث خسائر بشرية لا يمكن تبريره بأي حال من الأحوال».[45]

- سريلانكا – أعلن وزير الخارجية أن حكومته لن «تنحاز» إلى العمل العسكري الروسي في أوكرانيا، وبدلاً من ذلك زعم أن «لكل طرف أسبابه الخاصة».[46]

- سوريا – أشاد الرئيس السوري بشار الأسد بالغزو الروسي ووصفه بأنه «تصحيح للتاريخ» واتهم الدول الغربية باستخدام «أساليب قذرة لدعم الإرهابيين في سوريا والنازيين في أوكرانيا».[47]

- تايوان – صرحت الرئيسة تساي إنغ ون، «إن حكومتنا تدين انتهاك روسيا لسيادة أوكرانيا وتحث جميع الأطراف على مواصلة حل النزاعات بالوسائل السلمية والعقلانية».[48] أعلنت وزارة الخارجية أن تايوان ستنضم إلى العقوبات الدولية ضد روسيا وأعربت عن أسفها إزاء قرار روسيا «استخدام القوة والترهيب في التنمر على الآخرين بدلاً من حل النزاعات من خلال المفاوضات الدبلوماسية السلمية».[49]

- تايلاند – عبرت وزارة الخارجية عن «القلق العميق» وقالت إنها تدعم «الجهود الجارية لإيجاد تسوية سلمية للوضع من خلال الحوار».[50]

- الإمارات – امتنعت عن التصويت على قرار مجلس الأمن التابع للأمم المتحدة يوم الجمعة والذي كان من شأنه استنكار غزو موسكو لأوكرانيا.[51]

- فيتنام – صرح المتحدث باسم وزارة الخارجية، لي ثي ثو هانغ، أن فيتنام «تدعو الأطراف المعنية في الأزمة الأوكرانية إلى ممارسة ضبط النفس، وتعزيز جهود الحوار، وتكثيف الإجراءات الدبلوماسية لتسوية الخلافات سلميا مع احترام ميثاق الأمم المتحدة والمبادئ الأساسية للقانون الدولي، مما يسهم في ضمان السلام والأمن والاستقرار في المنطقة والعالم».[52]

- الأردن – عبرت وزارة الخارجية عن قلقها بشأن تطور الأوضاع في أوكرانيا وارتفاع حدة التوتر، وأكدّ الأردن على «استمرار جميع الأطراف في بذل أقصى الجهود لضبط النفس والإلتزام بالسلمية وتسوية النزاع عن طريق الحوار وشددّ على أهمية استعادة الأمن والاستقرار في المنطقة».[53]

### أوروبا
- ألبانيا – عقد الرئيس إيلير ميتا اجتماعا لمجلس الأمن القومي في 24 فبراير وأصدر بيانا "يدين بشدة الهجوم العسكري الروسي على أوكرانيا" باعتباره "تصعيدا غير مبرر" والذي "يشكل انتهاكا للقانون الدولي وميثاق الأمم المتحدة واتفاق مينسك ومذكرة بودابست، ويقوض الأمن والسلام في جميع أنحاء أوروبا، مع الإعراب عن الأسف على الأرواح التي فقدت و"التضامن الكامل مع شعب أوكرانيا، ومؤسساتها الديمقراطية".[54]
- أندورا – أدانت الحكومة الغزو ودعا رئيس الوزراء كزافييه إسبوت إلى السلام، قائلا إن «الحرب يجب ألا تكون ملاذا».[55]
- النمسا – قال المستشار كارل نيهامر أن «هناك حرب في أوروبا مرة أخرى» وأدان الهجوم الروسي وأعلن تضامن النمسا مع أوكرانيا.[56]
- بلجيكا قال رئيس الوزراء ألكسندر دي كرو إن على الاتحاد الأوروبي فرض «عقوبات شديدة» على روسيا، خاصة ضد «النخبة الحاكمة».[57]
- البوسنة والهرسك - قال عضو الرئاسة زيليكو كومشيتش إن البوسنة ستدعم أوكرانيا في حدود قدرتها.[58] في حين أصدر الأعضاء الكروات والبوشناق في الرئاسة بياناتهم المنفصلة التي تدين الغزو الروسي، لم يذكر العضو الصربي ميلوراد دوديك أن البوسنة والهرسك كانت محايدة، حيث صرح في اليوم السابق أن الأحداث أظهرت أنه كان قرارًا جيدًا للبوسنة والهرسك بعدم الانضمام إلى الناتو، وأن البوسنة والهرسك لن تدعم العقوبات.[59]
- بلغاريا - أدانت الغزو وقال رئيس الوزراء كيريل بيتكوف: «نرى أن هذا العدوان لم يكن باستفزاز من الجانب الأوكراني وأن مثل هذه الأعمال في أوروبا غير مقبولة».[60]
- كرواتيا – أصدر رئيس الوزراء أندريه بلينكوفيتش بيانا على تويتر قال فيه: «ندين بشدة عدوان روسيا وغزوها لأوكرانيا. هذا الهجوم غير المبرر هو انتهاك صارخ لسيادة أوكرانيا والقانون الدولي».[61] التقى بلينكوفيتش أيضًا بالسفير الأوكراني في كرواتيا، مشيرًا إلى أن كرواتيا ستدعم حزمة عقوبات الاتحاد الأوروبي، وهي على استعداد لتقديم المساعدة الإنسانية والتقنية لأوكرانيا.[62]
- قبرص – غرد الرئيس نيكوس أناستاسيادس إدانته «بأشد العبارات الممكنة» وأنه «يجب أن أقول إننا نشهد بخيبة أمل كبيرة ما يحدث في انتهاك للقانون الدولي ولا يسعنا إلا أن ندين كدولة أعمال مماثلة تنتهك سيادة ووحدة أراضي دولة مستقلة». في غضون ذلك، دعا وزير الخارجية يوانيس كاسوليديس إلى وقف إطلاق النار.[63]
- التشيك – وصف الرئيس ميلوش زيمان الغزو بأنه «عمل عدواني غير مبرر» وأن «روسيا ارتكبت جريمة ضد السلام» في خطابه، دعا إلى فرض عقوبات قاسية على روسيا.[64] وقال رئيس الوزراء بيتر فيالا إن حكومته سحبت اتفاقها بشأن تشغيل القنصلية [الروسية] في كارلوفي فاري وبرنو وعلقت عمل قنصليتيها في سانت بطرسبرغ وإيكاترينبرج، كما أوقفت إصدار التأشيرات للمواطنين الروس. كما أعلن أن بلاده ستصر على تبني أشد العقوبات ضد روسيا، ووضع أقسى موقف ممكن تجاه روسيا.[65]
- الدنمارك – قالت رئيسة الوزراء مته فريدريكسن إنه «يوم مظلم للسلام حول العالم»، بينما صرحت أن حكومتها مستعدة لقبول اللاجئين الأوكرانيين.[66]
- إستونيا – وصفت رئيسة الوزراء كاجا كالاس روسيا بأنها «تهديد لأوروبا بأسرها».[67]
- فنلندا – أدان الرئيس ساولي نينيستو هجوم روسيا، قائلاً «لقد خلع القناع الآن ولم يظهر سوى الوجه البارد للحرب».[68] وقالت رئيسة الوزراء سانا مارين إن غزو روسيا لأوكرانيا سيغير الجدل حول عضوية الناتو داخل بلدها، وكتبت على تويتر أن «الهجوم يعد انتهاكًا خطيرًا للقانون الدولي ويهدد حياة العديد من المدنيين. وتعرب فنلندا عن دعمها القوي لأوكرانيا والأوكرانيين ونحن نبحث عن طرق لزيادة هذا الدعم».[69] في 25 فبراير 2022، هدد متحدث باسم وزارة الخارجية الروسية بـ «عواقب عسكرية وسياسية» إذا حاولت فنلندا الانضمام إلى الناتو.[70]
- فرنسا – قال الرئيس إيمانويل ماكرون إنه تحدث مع بوتين «لوقف القتال والتحدث مع الرئيس الأوكراني» [71] وطالب «بوقف فوري للعمليات العسكرية الروسية في أوكرانيا».[72]
- جورجيا – صرحت الرئيسة سالوميه زورابيشفيلي أن بلدها «صُدم» بالعدوان الروسي في أوكرانيا. وأكدت تضامنها مع الشعب الأوكراني ودعت إلى وقف العمليات العسكرية.[73]
- ألمانيا – قالت أنالينا بربوك، وزيرة الخارجية، إن العالم استيقظ في عالم مختلف. أعلنت فرض عقوبات واسعة النطاق على روسيا. ووصف المستشار أولاف شولتز الغزو بأنه «خطأ فادح» لبوتين.[74]
- اليونان – صرحت الرئيسة كاترينا ساكيلاروبولو «ندين بشدة الهجوم الروسي على دولة مستقلة» لأنه «انتهاك واضح للقانون الدولي وقيمنا».[75] وأدان رئيس الوزراء كيرياكوس ميتسوتاكيس الإجراءات «التعديلية» لروسيا ضد أوكرانيا.[76][77][78]

- المجر – صرح رئيس الوزراء فيكتور أوربان أنه «جنبًا إلى جنب مع حلفائنا في الاتحاد الأوروبي وحلف شمال الأطلسي، ندين الهجوم العسكري الروسي» مضيفًا أن إرسال إما قوات أو معدات عسكرية إلى أوكرانيا «غير وارد، على الرغم من أننا سنقدم بالطبع مساعدات إنسانية».[79]
- أيسلندا – أدانت رئيسة الوزراء كاترين جاكوبسدوتير الغزو الروسي لأوكرانيا ووصفته بأنه «انتهاك غير مقبول للقانون الدولي».[80]
- إيطاليا – وعد رئيس الوزراء ماريو دراجي «بكل ما يتطلبه الأمر لاستعادة السيادة الأوكرانية» وبأنه «من المستحيل إجراء حوار هادف مع موسكو»، مطالبًا روسيا بسحب قواتها دون قيد أو شرط إلى الحدود الموضوعة دوليًا.[81]
- أيرلندا – ندد مايكل مارتن بالأفعال «الشائنة» لروسيا في أوكرانيا ووعد «بفرض عقوبات شديدة من الاتحاد الأوروبي».[82] وصرح تانيستي ليو فارادكار أنه في حين أن أيرلندا محايدة عسكريًا، «في هذا الصراع، فإن أيرلندا ليست محايدة على الإطلاق»، معترفًا بدعم البلاد «الثابت وغير المشروط» لأوكرانيا.[83] في 25 فبراير 2022، قارن فارادكار الغزو بغزو تشيكوسلوفاكيا عام 1939، واصفًا بوتين بـ «هتلر القرن الحادي والعشرين».[84]
- كوسوفو* – أدان رئيس الوزراء ألبين كورتي الغزو الروسي ووصفه بأنه «أكبر عدوان عسكري منذ نهاية الحرب العالمية الثانية»، قائلاً «إننا نتضامن مع شعب أوكرانيا ونقف جنبًا إلى جنب مع الاتحاد الأوروبي وحلف شمال الأطلسي والولايات المتحدة والمملكة المتحدة من أجل سيادة الدولة وسلامة أراضيها واستقلال البلاد وحق تقرير المصير لشعب أوكرانيا». في غضون ذلك، قالت فجوسا عثماني إن شعب كوسوفو[أ] يدعم الأوكرانيين «وهم يواجهون حربًا غير مبررة نتيجة العدوان الروسي».
- لاتفيا – وافق رئيس الوزراء أرتورز كريغانيس كارينش يوم الخميس على خطة لاستقبال وإيواء اللاجئين وضعتها وزارة الداخلية، وتجهيز 10000 مكان للاجئين من أوكرانيا وإلغاء التأشيرات التي تصدر للمواطنين الروس.[85]
- ليختنشتاين –أدانت الغزو.[86]
- ليتوانيا – أعلن الرئيس غيتاناس ناوسيدا حالة الطوارئ في البلاد بعد الغزو الروسي لأوكرانيا، وطلب من الجيش الانتشار على طول الحدود ردًا على «الاضطرابات والاستفزازات المحتملة بسبب القوات العسكرية الكبيرة المحتشدة في روسيا وبيلاروس».[87]
- لوكسمبورغ – أدان رئيس الوزراء كزافييه بيتيل الغزو في بيان على تويتر.[88]
- مالطا – قال رئيس الوزراء روبرت أبيلا إنه خلال اجتماع القادة الأوروبيين، تحدثت مالطا لصالح السلام في أوكرانيا، مضيفًا أن القيام بذلك «لم يضر بموقف مالطا الحيادي»، حيث يؤكد دستور مالطا على الجزيرة كدولة محايدة تلتزم سياسة عدم الانحياز.[89]
- مولدوفا – أدانت الرئيسة مايا ساندو العمل الحربي الذي قامت به روسيا ضد أوكرانيا، قائلة «إنه انتهاك صارخ للقانون الدولي ولسيادة أوكرانيا ووحدة أراضيها».[90] وأضافت أن مولدوفا مستعدة لقبول عشرات الآلاف من الأشخاص الفارين من أوكرانيا بعد الهجوم الروسي وتعهدت بإبقاء الحدود مفتوحة لتقديم المساعدة.[91]
- الجبل الأسود – أدان الرئيس ميلو دوكانوفيتش الغزو الروسي، قائلا إنه «ينتهك جميع المبادئ الأساسية للقانون الدولي، ويقوض الأمن الأوروبي، ويعرض استقرارها للخطر. ونحن نضم صوتنا إلى دعوات قادة الاتحاد الأوروبي لروسيا لإنهاء الأعمال العدائية بشكل عاجل، وسحب القوات من أوكرانيا، واحترام سلامة وسيادة أوكرانيا».[59]
- هولندا – أدان رئيس الوزراء مارك روته تصرفات روسيا «بأقوى العبارات الممكنة»، قائلا إن «دولة واحدة ورجل واحد مسؤولان»، بينما قال أيضا إن بلاده ستدعو إلى «عقوبات قصوى» ضد روسيا.[92]
- مقدونيا الشمالية – ندد الرئيس ستيفو بنداروفسكي بالغزو الروسي ووصفه بأنه «اعتداء على وحدة أراضي أوكرانيا وسيادتها، وانتهاكا صارخا للمبادئ الأساسية للقانون الدولي، ومهاجمة النظام الديمقراطي، وتهديدا لاستقرار أوروبا».[93] وأعلن رئيس الوزراء ديميتار كوفاتشيفسكي استعداد حكومته لاستقبال لاجئين من أوكرانيا إذا تدهور الوضع هناك أكثر.[94]
- النرويج – أكد رئيس الوزراء يوناس غار ستوره أن النرويج «تدين الهجوم العسكري الروسي على أوكرانيا بأشد العبارات الممكنة».[95]
- بولندا – كتب رئيس الوزراء ماتيوز موراويكي على تويتر أنه «يجب الرد فورًا على العدوان الإجرامي لروسيا على أوكرانيا، وعلى أوروبا والعالم الحر أن يوقفوا بوتين»،[96] وأعلن أن حكومته «مستعدة لقبول المهاجرين وأعدت مستشفيات وقطارًا لنقل جرحى أوكرانيين في الاعتداء».[97]
- البرتغال – أدان رئيس الوزراء أنطونيو كوستا «بشدة العمل العسكري الذي شنته روسيا اليوم على الأراضي الأوكرانية» في بيان صحفي عقب لقاء مع وزير الخارجية ووزير الدفاع ورئيس الأركان العامة.[98]
- رومانيا – أدان الرئيس كلاوس يوهانيس، عبر تويتر، العدوان العسكري الروسي على أوكرانيا. وصرح أن «رومانيا، مع المجتمع الديمقراطي الدولي بأسره، ترفض بشدة هذا السلوك غير المسؤول الذي يقوض أسس العلاقات الدولية والنظام الحالي للقانون الدولي»، وأن «الاتحاد الروسي أظهر مرة أخرى أنه ليس مهتم بالحوار البناء والمسؤول الذي تقدمه المجموعة الأوروبية والأورو-أطلسية» وأن على المواطنين الرومانيين مغادرة أوكرانيا في أقرب وقت ممكن.[99]
- سان مارينو – أصدر سكرتير الشؤون الخارجية بيانا قال فيه إن «التصعيد العسكري في أوكرانيا هو جرح كبير لجميع الشعوب والدول التي تؤمن بقوة بقيم السلام وتدين بشدة الحرب» و«مؤسسات سان مارينو والحكومة هي في صدمة عميقة في هذا الوقت».[100]
- صربيا – قال الرئيس ألكسندر فوتشيتش يوم الجمعة إن صربيا تحترم وحدة أراضي أوكرانيا وتعتبر العمل العسكري الروسي ضدها «خطأ»، لكنها تعارض العقوبات ضد موسكو. وقال فوتشيتش أيضًا إنه لن يدين اعتراف روسيا باستقلال المناطق الانفصالية في شرق أوكرانيا إلا إذا أدان زيلينسكي قصف الناتو ليوغوسلافيا عام 1999 على شاشة التلفزيون.[101] بعد بدء الهجوم العسكري، أشادت الصحف الصربية الموالية للحكومة بالغزو الروسي لأوكرانيا، مشيدة بأن روسيا «اجتاحت» أوكرانيا، وقوات موسكو «وصلت كييف في يوم واحد» وأن الهجوم الروسي على أوكرانيا كان «ردا على تهديدات الناتو».[102]
- سلوفاكيا – صرح رئيس الوزراء إدوارد هيغر أن «الإمبريالية الروسية قد عادت أمام أعيننا بشكلها العدواني والمتشدد» وأضاف أن «كل ضحايا هذه الحرب سيكونون ضحايا فلاديمير بوتين».[103]
- سلوفينيا – أدان رئيس الوزراء يانيز جانشا «العدوان العسكري الروسي غير المسبوق على أوكرانيا» وطالب روسيا بسحب جيشها على الفور والاحترام الكامل لوحدة أراضي أوكرانيا، وأكد مجددًا دعم سلوفينيا لأوكرانيا.[104]
- إسبانيا – أدان رئيس الوزراء بيدرو سانشيز «الأعمال العسكرية التي لا تطاق للحكومة الروسية في الأراضي الأوكرانية» عبر تويتر بعد عقد اجتماع لمجلس الأمن القومي الإسباني برئاسة الملك فيليبي السادس.[105] ووصف وزير الخارجية خوسيه مانويل ألباريس الهجوم الروسي بأنه «غير مبرر» و«انتهاك صارخ للقانون الدولي»، فيما أعلن أن إسبانيا تنسق مع شركاء الاتحاد الأوروبي وحلفاء الناتو.[106] وطالبت وزيرة الدفاع مارغريتا روبلز بفرض عقوبات «قاسية حقًا» على روسيا بعد أن وصفت الإجراءات الروسية بأنها «بالغة الخطورة» لكنها ذكرت أنه لن تكون هناك قوات للناتو على الأراضي الأوكرانية لأن البلاد «ليست عضوًا في الناتو».[107]
- السويد – صرحت رئيسة الوزراء ماغدالينا أندرسون أن «السويد تدين بأشد العبارات الغزو الروسي المستمر لأوكرانيا. وأعمال روسيا هي أيضا هجوم على النظام الأمني الأوروبي. وستقابل برد موحد وقوي تضامنا مع أوكرانيا. روسيا وحدها مسؤولة من أجل المعاناة الإنسانية».[108]
- سويسرا – أصدرت وزارة الخارجية بيانا اعتبر فيه أن تصرفات روسيا «غزو» و«انتهاك صارخ للقانون الدولي»، بينما أعلن الرئيس إجنازيو كاسيس أن بلاده ستدعم عقوبات الاتحاد الأوروبي في مجالي السفر والتمويل لكنها لن تفرض عقوبات خاصة بها.[109]
- تركيا – صرح الرئيس رجب طيب أردوغان ووزارة الخارجية بأن الإجراءات الروسية «غير مقبولة» وأدانوا روسيا بشدة بسبب «انتهاكها الجسيم للقانون الدولي»، بينما جددا «دعمهما لسيادة أوكرانيا وسلامة أراضيها».[110] علاوة على ذلك، تعرضت سفينة تجارية تركية مملوكة لتركيا لقصف قبالة سواحل أوديسا، حيث ذكرت السلطات التركية أنه لم تقع إصابات، ووصلت السفينة بأمان إلى المياه الإقليمية لرومانيا، حليفة الناتو.[111]
- المملكة المتحدة – صرح رئيس الوزراء بوريس جونسون بأنه «شعر بالذهول من الأحداث المروعة في أوكرانيا» وشجب أن «الرئيس بوتين اختار طريق إراقة الدماء والدمار بشن هذا الهجوم غير المبرر».[112] ووصف وزير الدولة للدفاع بين والاس تصرفات روسيا بأنها «عدوان صريح على دولة ديمقراطية».[113]
- الفاتيكان – صرح البابا فرانسيس أن الأحداث في أوكرانيا تسببت في «ألم شديد في قلبه»، داعيا إلى أن يكون يوم 2 مارس، أربعاء الرماد، يومًا للصلاة والصوم من أجل السلام.[114] في خروج غير مسبوق عن البروتوكول الدبلوماسي، توجه البابا إلى السفارة الروسية في الكرسي الرسولي يوم الجمعة، 25 فبراير، لينقل قلقه بشأن الغزو الروسي لأوكرانيا إلى سفير موسكو.[115]

### أمريكا الشمالية
- أنتيغوا وباربودا – أدان وزير الخارجية بول تشيت جرين الغزو الروسي وحث على إجراء محادثات دبلوماسية.[116]

- البهاما – نددت بالغزو وصرح وزير الخارجية فريد ميتشل أن «غزو أوكرانيا من قبل الاتحاد الروسي بقيادة رئيسها فلاديمير بوتين خطأ وغير قانوني ويجب أن ينتهي».[117]
- بربادوس – حثت رئيسة الوزراء ميا موتلي روسيا على الانسحاب ووصف الغزو بأنه انتهاك لوحدة أراضي أوكرانيا.[118]
- بليز – أدانت «الغزو الروسي غير الشرعي» وأبدت تضامنها مع أوكرانيا.[119]

- كندا – أدان رئيس الوزراء جاستن ترودو «بأشد العبارات الممكنة هجوم روسيا الفظيع على أوكرانيا».[120]
- كوستاريكا – أصدر الرئيس كارلوس ألفارادو بيانًا على تويتر، رفض واستنكر «استخدام القوة وانتهاك سيادة أوكرانيا وسلامتها الإقليمية»، مشيرًا إلى أن السلام هو «السبيل الوحيد».[121]
- كوبا – ألقت الحكومة باللوم على الولايات المتحدة في الأزمة في أوكرانيا ودعمت حق روسيا في «الدفاع عن النفس» لكنها قالت إن الصراع يجب حله دبلوماسيا.[122]
- دومينيكا – أدانت الغزو ودعت إلى إنهاء «العدوان».[123]
- جمهورية الدومينيكان – أصدر الرئيس لويس أبي نادر بيانًا حث فيه روسيا على الانسحاب من أوكرانيا وذكر علاوة على ذلك أن روسيا تنتهك الهوية السياسية والثقافية والإقليمية للأوكرانيين.[124]
- غرينادا – أدانت الغزو.[125]
- غواتيمالا – أصدر الرئيس أليخاندرو غياماتي بيانًا على تويتر يدين الغزو الروسي.[126]
- هايتي – أعربت عن مخاوفها بشأن الوضع في أوكرانيا وحثت البلدين على إيجاد حل دبلوماسي.[127]
- هندوراس – أدانت الغزو الروسي.[128]
- جامايكا – أدان رئيس الوزراء أندرو هولنيس روسيا، قائلاً: «إن جامايكا ثابتة في دعمها للاحترام والالتزام العالميين بمبادئ القانون الدولي، واحترام سلامة أراضي وسيادة جميع الدول. لذلك، لا يمكننا دعم وندين غزو أوكرانيا».[129]
- المكسيك – أصدر وزير الخارجية مارسيلو إبرارد، نيابة عن الرئيس أندريس مانويل لوبيز أوبرادور، بيانًا على موقع تويتر، رفض فيه الغزو الروسي وأدانه. وطالب بوقف الأعمال العدائية للتوصل إلى حل سلمي.[130]
- نيكاراغوا – دعم الرئيس دانييل أورتيغا نشر بوتين للقوات في أوكرانيا بعد الاعتراف بالمناطق الانفصالية.[131]
- بنما – أعربت عن أسفها للغزو وأعلنت دعمها لسيادة أوكرانيا واستقلالها وسلامتها الإقليمية.[132]
- ترينيداد وتوباغو – ندد وزير الخارجية بالغزو.[133]
- الولايات المتحدة – أصدر الرئيس جو بايدن بيانا وصف الغزو الروسي بأنه «غير مبرر» واتهم بوتين ببدء «حرب مع سبق الإصرار ستؤدي إلى خسائر فادحة في الأرواح ومعاناة بشرية».[134]

### أمريكا الجنوبية
- الأرجنتين – أعرب الرئيس ألبرتو فرنانديز عن أسفه للغزو وطلب من «الاتحاد الروسي إنهاء العمل العسكري والعودة إلى الحوار».[135] وفي وقت سابق، رفضت وزارة الخارجية والشؤون الدينية استخدام القوة ودعت روسيا إلى احترام ميثاق الأمم المتحدة والقانون الدولي.[136]

- بوليفيا – ذكرت وزارة الخارجية أن الحكومة البوليفية، بصفتها «دولة سلمية»، حثت روسيا وأوكرانيا على تجنب استخدام القوة والسعي إلى التهدئة الدبلوماسية «في إطار القانون الدولي وميثاق الأمم المتحدة». ومع ذلك، فإنها لم تدين صراحة الغزو الروسي، وبدلاً من ذلك أشارت إلى «الافتقار إلى الحوار والتفاهم» على أنه تسبب في مزيد من التصعيد في الصراع.[137]

- البرازيل – قال مصدران لرويترز إن البرازيل ستدعم قرارا يدين الغزو الروسي لأوكرانيا في اجتماع لمجلس الأمن الدولي يوم الجمعة. وقال أحد المصادر، الذي طلب عدم ذكر اسمه، «سندعم قرار مجلس الأمن وسندين الغزو». وقال المسؤول «روسيا خرقت قواعد الأمم المتحدة بغزو دولة أخرى. هذه الحقيقة لا يمكن أن تمر دون إدانة.»[138]

- تشيلي – قال الرئيس المنتخب غابرييل بوريك «أدين [غزو] أوكرانيا وانتهاك سيادتها والاستخدام غير المشروع للقوة»،[139] بينما قال الرئيس المنتهية ولايته سبستيان بنييرا إن «عمل روسيا العدواني وانتهاك سيادة أوكرانيا» ينتهك القانون الدولي.[140]

- كولومبيا – صرح الرئيس إيفان دوكي أن كولومبيا «ترفض رفضا قاطعا الهجمات الروسية على أوكرانيا» وتعتبر الغزو انتهاكا للقانون الدولي وميثاق الأمم المتحدة.[141]

- الاكوادور – قال الرئيس غويلرمو لاسو إن الإكوادور ستدعم موقف الأمم المتحدة ومنظمة الدول الأمريكية في إدانة الغزو. لكنه أضاف أن الإكوادور ليس لديها خطط لتعليق العلاقات الدبلوماسية مع روسيا.[142]

- غيانا – أدانت الغزو وحثت روسيا على احترام السيادة الأوكرانية.[143][144]

- باراغواي – أدانت الغزو.[145]

- بيرو – قال وزير الخارجية سيزار لاندا في بيان: «في مواجهة انتهاك سيادة أوكرانيا وأراضيها وسلامتها، ترفض بيرو استخدام القوة وتعرب عن رأيها من خلال وزارة الشؤون الخارجية، متذرعة باحترام القانون الدولي».[146]

- سورينام – أدانت الغزو .[147]

- أوروغواي – أدان الرئيس لويس لاكال بو «أفعال روسيا المخالفة للقانون الدولي»، وأعلن أن أوروغواي «بلد ملتزم دائمًا بالسلام»، وشجع من أجله عودة المفاوضات من أجل «حل حضاري» للصراع.[148] في بيان رسمي صادر عن وزارة العلاقات الخارجية، ذكرت الحكومة أن مبادئ ميثاق الأمم المتحدة «تم انتهاكها بشكل سيئ» بعد الهجمات العسكرية الروسية؛ وأعلنت أنه تم إجلاء أربعة من مواطني أوروغواي من أوكرانيا إلى قبرص، وأنها تراقب الوضع، وتهتم بأوضاع «مواطنيها» من أجل تقديم المساعدة المناسبة لهم.[149][150]

- فنزويلا – ألقت البلاد باللوم على حلف شمال الأطلسي والولايات المتحدة في الأزمة في أوكرانيا، مشيرة إلى أنهما انتهكتا اتفاقيات مينسك. قال الرئيس الفنزويلي نيكولاس مادورو قبل بدء الغزو إن فنزويلا كانت مع بوتين، لكنه حث أيضًا على إجراء حوار دبلوماسي لتجنب زيادة الصراع.[151][152]

### أوقيانوسيا
- أستراليا – شجب رئيس الوزراء سكوت موريسون غزو أوكرانيا وفرض ضوابط على الصادرات وحظر السفر على روسيا، بحجة أنه يجب أن يكون هناك ثمن «للهجمات والتهديدات غير المبررة وغير القانونية التي فرضتها روسيا على أوكرانيا» وجدد التأكيد على «التزام أستراليا الراسخ بسيادة أوكرانيا وسلامتها الإقليمية». ومع ذلك، أشار موريسون إلى أنه لا يتوقع ردع زعيم استبدادي مثل بوتين بأي عقوبات أسترالية. وردًا على مطالبة روسيا بقوات حفظ السلام، ردت أستراليا «إنهم ليسوا من قوات حفظ السلام. إنهم غزاة».[153] في 25 فبراير، أدان موريسون تخفيف الصين للقيود المفروضة على استيراد القمح الروسي، بينما تشدد دول أخرى العقوبات ووصفها بأنها «غير قابلة للتفسير» و«غير مقبولة تمامًا»، وأن هذا الإجراء يوفر «شريان الحياة لروسيا [...] بينما يغزون دولة أخرى».[154]
- ولايات ميكرونيزيا الموحدة – قطعت العلاقات الدبلوماسية مع روسيا في 25 فبراير 2022.[155]
- فيجي – أدان القائم بأعمال رئيس الوزراء أياز سيد خيوم تصرفات روسيا في أوكرانيا ودعا إلى إنهاء جميع الأعمال العدائية وانتهاك القانون الدولي وحث روسيا على «العودة إلى طاولة الدبلوماسية».[156]
- نيوزيلندا – أدانت رئيسة الوزراء جاسيندا أرديرن الغزو الروسي لأوكرانيا ودعت روسيا إلى الانسحاب الفوري من أوكرانيا في محاولة لتجنب وقوع خسائر في الأرواح «كارثية وغير مجدية». أوقفت نيوزيلندا العلاقات الدبلوماسية رفيعة المستوى مع روسيا وفرضت حظرا على السفر وضوابط على الصادرات.[157][158]
- بالاو – شاركت في البيان المشترك بقيادة الولايات المتحدة بعد التصويت على قرار لمجلس الأمن الدولي بشأن الهجوم الروسي على أوكرانيا [6]

## المنظمات الحكومية الدولية
- الأمم المتحدة – صرح الأمين العام أنطونيو غوتيريش بأن الغزو الروسي كان «أشد اللحظات حزنًا في فترة ولايتي» ودعا بوتين إلى سحب قواته «باسم الإنسانية».[159] في الخامس والعشرين من فبراير، فشل مجلس الأمن التابع للأمم المتحدة في تبني قرار من شأنه أن «يأسف» للغزو الروسي لأوكرانيا. ومن بين 15 دولة عضوا في مجلس الأمن، أيدت القرار 11 دولة، بينما امتنعت 3 عن التصويت. تم رفض القرار باستخدام روسيا حق النقض.[160]
- الاتحاد الأفريقي – دعا رئيس مفوضية الاتحاد الأفريقي موسى فكي ورئيس الاتحاد الأفريقي والرئيس السنغالي ماكي سال روسيا و«أي جهة إقليمية أو دولية أخرى إلى احترام القانون الدولي وسلامة أراضي أوكرانيا وسيادتها الوطنية» وحثا طرفي النزاع على وقف فوري لإطلاق النار وبدء مفاوضات سياسية دون تأخير.[161]
- أسيان – أعرب وزراء خارجية الرابطة عن قلقهم البالغ إزاء التوترات الروسية الأوكرانية وحثوا على أقصى درجات ضبط النفس والحوار.[162]
- مجلس البلطيق – نشر بيانا «يدين فيه بشدة الغزو الروسي لأوكرانيا».[163]
- الجماعة الكاريبية – نددت في بيان غزو أوكرانيا وطالبت «بالانسحاب الفوري والكامل» للجيش الروسي من أوكرانيا.[164][165]
- مجلس أوروبا – أصدرت لجنة الوزراء قرارا «يدين بأشد العبارات الهجوم المسلح على أوكرانيا»، ودعت روسيا إلى «الوقف الفوري وغير المشروط لعملياتها العسكرية»، وأنها ستنظر في «التدابير التي يتعين اتخاذها ردًا على الانتهاك الخطير من جانب الاتحاد الروسي لالتزاماته القانونية كدولة عضو في مجلس أوروبا».[166]
- الاتحاد الأوروبي – غردت الرئيسة أورسولا فون دير لاين؛ «لن ندع الرئيس بوتين يهدم البنية الأمنية لأوروبا» ودعا رئيس السياسة الخارجية جوزيب بوريل بوتين إلى وقف «العدوان الأحمق». دعت روبرتا ميتسولا، رئيسة البرلمان الأوروبي، إلى «إجراء فوري وسريع وقوي» وعقدت جلسة استثنائية للبرلمان في 1 مارس.[167][168][169]
- المحكمة الجنائية الدولية – أصدر المدعي العام للمحكمة الجنائية الدولية كريم أحمد خان بيانا حذر فيه من أن «أي شخص يرتكب مثل هذه الجرائم، بما في ذلك عن طريق الأمر أو التحريض أو المساهمة بطريقة أخرى في ارتكاب هذه الجرائم، قد يكون عرضة للمحاكمة أمام المحكمة، مع الاحترام الكامل لمبدأ التكامل. ومن الضروري أن تحترم جميع أطراف النزاع ذلك».[170]
- الناتو – ندد الأمين العام ينس ستولتنبرغ بالهجوم ووصفه بأنه «انتهاك خطير للقانون الدولي». وأعلن بيان منفصل عن نية نشر قوات دفاعية وأدان بيلاروس لسماحها بالهجوم.[167]
- المجلس الشمالي – أدان الرئيس إركي توميوجا الغزو ووصفه بأنه «غير عادل تمامًا» وقال إنه «يتعارض مع كل من القانون الدولي ونظام الأمن الأوروبي».[171]
- منظمة الدول الأمريكية – أصدرت بيانا أدانت فيه الهجوم ووصفته بأنه إهانة للبشرية واعتداء على العلاقات الدولية المتحضرة.[172]
- منظمة التعاون الاقتصادي والتنمية – أنهى مجلس المنظمة رسميًا مفاوضات الانضمام مع روسيا وأمر بإغلاق مكاتب المنظمة في موسكو.

## الأحزاب السياسية والسياسيون المعارضون

### آسيا
- اليابان
  - صرح كازو شي، رئيس الحزب الشيوعي الياباني، أن تصرفات روسيا تنتهك المبادئ الأساسية لميثاق الأمم المتحدة والقانون الدولي، وأنه يدين ذلك بشدة. وذكر كذلك أنه من غير المقبول تمامًا أن يتباهى الرئيس بوتين بالأسلحة النووية الروسية لترهيب دول العالم.[173]
  - أصدر الحزب الديمقراطي من أجل الشعب تعليقًا أدان فيه الغزو العسكري الروسي لأوكرانيا وطالب روسيا «بوقف توغلها المسلح على الفور».[174]

- تايوان
  - ندد حزب الكومينتانغ المعارض بالهجوم على أوكرانيا. وأوضح الحزب أنه يقف إلى جانب المجتمع الدولي لاتخاذ الإجراءات اللازمة لاستعادة السلام. كما يؤكد حزب الكومينتانغ على التزامه بالدفاع عن النفس والحفاظ على السلام والاستقرار في المضيق.[175]

- اليمن
  - اعترف المجلس السياسي الأعلى للحوثيين بـجمهورية دونيتسك الشعبية وجمهورية لوغانسك الشعبية.[176]

### أوروبا
- المعارضة البيلاروسية
  - أدانت زعيمة المعارضة البيلاروسية سفياتلانا تسيخانوسكايا تورط روسيا وبيلاروسيا في غزو أوكرانيا. شجبت تسيخانوسكايا أن «روسيا، بمشاركة نظام لوكاشينكو، شنت عدوانًا عسكريًا لا أساس له ووقحًا ضد أوكرانيا». وطالبت المجتمع الدولي بفرض أقوى العقوبات ضد نظام بيلاروسيا في أسرع وقت ممكن، ووصفته بأنه «شريك في الهجوم الروسي الوحشي على أوكرانيا». وقالت: «من الواضح أن لوكاشينكا يشارك بالكامل المسؤولية عن هذه الحرب غير الضرورية».[177]
- اليونان
  - أدان الحزب الشيوعي اليوناني «الحرب الإمبريالية في أوكرانيا» من خلال إصدار بيان، تم توقيعه من قبل الأحزاب الشيوعية في إسبانيا وتركيا والمكسيك.[178]
- روسيا
  - أدان السياسي المعارض أليكسي نافالني هجوم بوتين، مدعيا أن الحرب «ستؤدي إلى سقوط عدد كبير من الضحايا وتدمر الأرواح وستزيد من إفقار المواطنين الروس».[179]
- إسبانيا
  - أصدر الحزب الشيوعي الإسباني بيانًا قال فيه إن الموقف الذي تبناه الرئيس الروسي فلاديمير بوتين هو «حل حرب غير مقبول، ويفترض فشلًا جماعيًا لجميع الشعوب المهتمة بالسلام والوفاء بميثاق الأمم المتحدة»، داعيًا إلى«الوقف الفوري لجميع العمليات العسكرية التي بدأتها روسيا في أوكرانيا»، وسيدعم «جميع المبادرات التي تروج لحل سلمي ونهائي لحل الأمن المشترك لأوكرانيا وروسيا بغض النظر عن الردود المنطقية والعسكرية». كما ألقى الحزب باللوم على الولايات المتحدة وحلف شمال الأطلسي.
  - أدانت النائبة الثانية لرئيس الوزراء يولاندا دياز، ألبرتو غارزون، ووزير الحقوق الاجتماعية أيون بيلارا، وجميعهم أعضاء في أونيداس بوديموس، الهجوم الروسي على أوكرانيا. وعبرت دياز عن تضامنها «مع الشعب الأوكراني ضحايا هذا التصعيد غير المسؤول». وأكد غارزون أن «الشعب الأوكراني العامل» كان «يعاني من عدوان إمبريالي من قبل روسيا».[180]
- المملكة المتحدة
  - صرح كير ستارمر، زعيم حزب العمال وزعيم المعارضة في البرلمان البريطاني، أن «هجوم فلاديمير بوتين على أوكرانيا غير مبرر»، [181] مضيفًا: «كل أولئك الذين يؤمنون بانتصار الديمقراطية على الديكتاتورية، والخير على الشر، والحرية على حذاء الطغيان يجب أن يدعموا الآن الشعب الأوكراني».[182]

### أمريكا الشمالية
- الولايات المتحدة
  - انتقد زعيم الأقلية في مجلس النواب كيفين مكارثي الغزو على تويتر ووصفه بأنه «طائش وشرير»، وتعهد بأن تقف الولايات المتحدة مع أوكرانيا ضد محاولات «إعادة كتابة التاريخ» و«قلب ميزان القوى في أوروبا».[183]
  - حث زعيم الأقلية في مجلس الشيوخ ميتش ماكونيل الحكومة الأمريكية على تقديم المساعدة لأوكرانيا، قائلاً إن الحكومة بحاجة إلى "بذل كل ما في وسعها لجعل هذا التوغل الروسي مؤلمًا للروس المنخرطين فيه.[184]
  - وصف الرئيس السابق دونالد ترامب إستراتيجية فلاديمير بوتين الأولية بأنها ذكية وهاجم إدارة بايدن، مدعيا أن الغزو الروسي كان نتيجة الانتخابات الرئاسية الأمريكية 2020.[185]

### أمريكا الجنوبية
- بوليفيا
  - شجب الرئيس السابق وزعيم المعارضة كارلوس ميسا الغزو الروسي ووصفه بأنه «إمبريالي» وطالب الحكومة البوليفية بإعلان إدانة رسمية.[186]
  - ألقى الرئيس السابق إيفو موراليس باللوم على «التدخل» الأمريكي في التسبب في غزو روسيا لأوكرانيا.[187]
  - حث الرئيس السابق خورخي كيروغا اشتراكيي القرن الحادي والعشرين والتشافيزيين، على إدانة انتهاك روسيا للسيادة الأوكرانية.[188]
- أوروغواي
  - أصدرت أحزاب المعارضة الرئيسية في البلاد، بيانًا عبرت فيه عن انشغالها بشأن تصعيد الصراع، معربة عن أسفها أنه إذا استمر الصراع، فقد تكون له عواقب وخيمة على كلا البلدين والمجتمع الدولي أيضًا. كما دعا البيان إلى «ضبط النفس والاحترام المتبادل والحوار والدبلوماسية بين الأطراف المعنية من أجل التوصل إلى حل سريع للنزاع، كل ذلك في إطار المبادئ المنصوص عليها في ميثاق الأمم المتحدة وجميع قواعد القانون الدولي».[189]
- فنزويلا
  - أدان زعيم المعارضة خوان غوايدو «الغزو العسكري غير المبرر والشنيع الذي ارتكبته» روسيا لأوكرانيا واتهم الرئيس نيكولاس مادورو بدعمها. وفي بيان، «نعرب عن دعمنا للشعب والرئيس الأوكراني (فولوديمير) زيلينسكي بعد الغزو العسكري الشنيع وغير المبرر الذي شنه الرئيس بوتين بدعم من دكتاتورية نيكولاس مادورو».[190]

## منظمات حقوق الإنسان
- ذكرت الأمينة العامة لمنظمة العفو الدولية أنييس كالامارد أن الغزو «من المرجح أن يؤدي إلى أبشع العواقب على الأرواح البشرية وحقوق الإنسان» ودعت «جميع الأطراف إلى التقيد الصارم بالقانون الإنساني الدولي والقانون الدولي لحقوق الإنسان».[191]
- صرحت منظمة أطباء بلا حدود، التي كانت تعمل بالفعل في أوكرانيا قبل الغزو، أن التغييرات السريعة في السياق قد استلزم تخفيض ووقف بعض الخدمات الطبية المقدمة سابقًا، ولكن المنظمة تعيد نشرها بسرعة للتركيز على توفير رعاية الطوارئ العامة لأولئك الذين قد يحتاجون إليها.[192]
- صرحت جين كافيلير، رئيسة مكتب منظمة مراسلون بلا حدود في أوروبا الشرقية وآسيا الوسطى، "إننا على دراية بأساليب روسيا . . . الصحفيون أهداف رئيسية، كما رأينا في شبه جزيرة القرم منذ ضمها في عام 2014، وفي الأراضي التي يسيطر عليها الانفصاليون المدعومون من الكرملين في منطقة دونباس، ودعت "السلطات الروسية والأوكرانية إلى احترام التزاماتها الدولية فيما يتعلق بحماية الصحفيين أثناء النزاعات".[193]

## الأفراد والجماعات غير السياسية
- وقد أدانت مجموعة القرصنة أنونيموس الهجمات؛ وكتبت على موقع تويتر أنها «متورطة حاليا في عمليات ضد روسيا الاتحادية». علاوة على ذلك، قاموا باختراق عدة مواقع وأنظمة تحكم صناعية روسية مثل أجهزة مودبوس.[194][195]
- أعرب لوران صالح، عن دعمه لأوكرانيا، قائلاً «إنها مسألة أخلاقية لدعم أولئك الذين يقفون في وجه الطغاة العظيمة»، وأن بوتين «سيحاول دائمًا توسيع نظامه باستخدام العنف والابتزاز والإرهاب».[196]
- أعلنت خطوط دلتا الجوية في 25 فبراير عن تعليق العلاقات مع شركة الطيران الروسية إيروفلوت، بعد قيام المملكة المتحدة بمنع شركة إيروفلوت من دخول مجالها الجوي.[197]

### السياسيون السابقون
- دعا غيرهارد شرودر، المستشار السابق لألمانيا، ورئيس شركة الطاقة الروسية روسنفت، إلى إنهاء الأعمال العدائية ومعاناة الأوكرانيين، وألقى باللوم على الجانبين في أخطاء الماضي.[198][199]

- ظهر الرئيس الأوكراني السابق بيترو بوروشينكو على شاشة التلفزيون ومعه بندقية كلاشينكوف مع قوات الدفاع المدني في شوارع كييف. كما صرح بأنه يعتقد أن «بوتين لن يغزو أوكرانيا أبدًا، بغض النظر عن عدد الجنود الذين لديه، وعدد الصواريخ التي يمتلكها، وعدد الأسلحة النووية التي يمتلكها . . . نحن الأوكرانيون شعب حر، وله مستقبل أوروبي عظيم. هذا بالتأكيد صحيح».[200]
- استقال رئيس وزراء إيطاليا السابق ماتيو رينزي، ورئيسة وزراء فنلندا السابقو إيسكو أهو ، ومستشار نمسا السابق كريستيان كيرن من مناصبهم في مجالس إدارة الشركات الروسية كشكل من أشكال الاحتجاج.[201]

### المؤسسات العلمية
قالت ناسا إن رواد الفضاء الأمريكيين والروس الموجودين على متن محطة الفضاء الدولية سيواصلون العمليات الطبيعية على الرغم من الغزو.
غرد المدير العام لوكالة الفضاء الأوروبية جوزيف أشباتشر بأنه حزين وقلق بشأن العدوان وستواصل المنظمة مراقبة الوضع «المتطور»، لكنها ستواصل العمل على جميع البرامج بما في ذلك حملات إطلاق محطة الفضاء الدولية وإكسو مارس جنبًا إلى جنب مع روسيا.
كان من المقرر أن تستضيف سانت بطرسبرغ المؤتمر الدولي لعلماء الرياضيات في يوليو 2022، لكن العديد من الجمعيات الرياضية دعت إلى إلغائه وسحب المندوبين.
أصدر تحالف المنظمات العلمية بقيادة مؤسسة البحوث الألمانية بيانًا لتجميد جميع أوجه التعاون مع المؤسسات والشركات التجارية الروسية ووقف جميع الأحداث العلمية المشتركة.

### المؤسسات الدينية

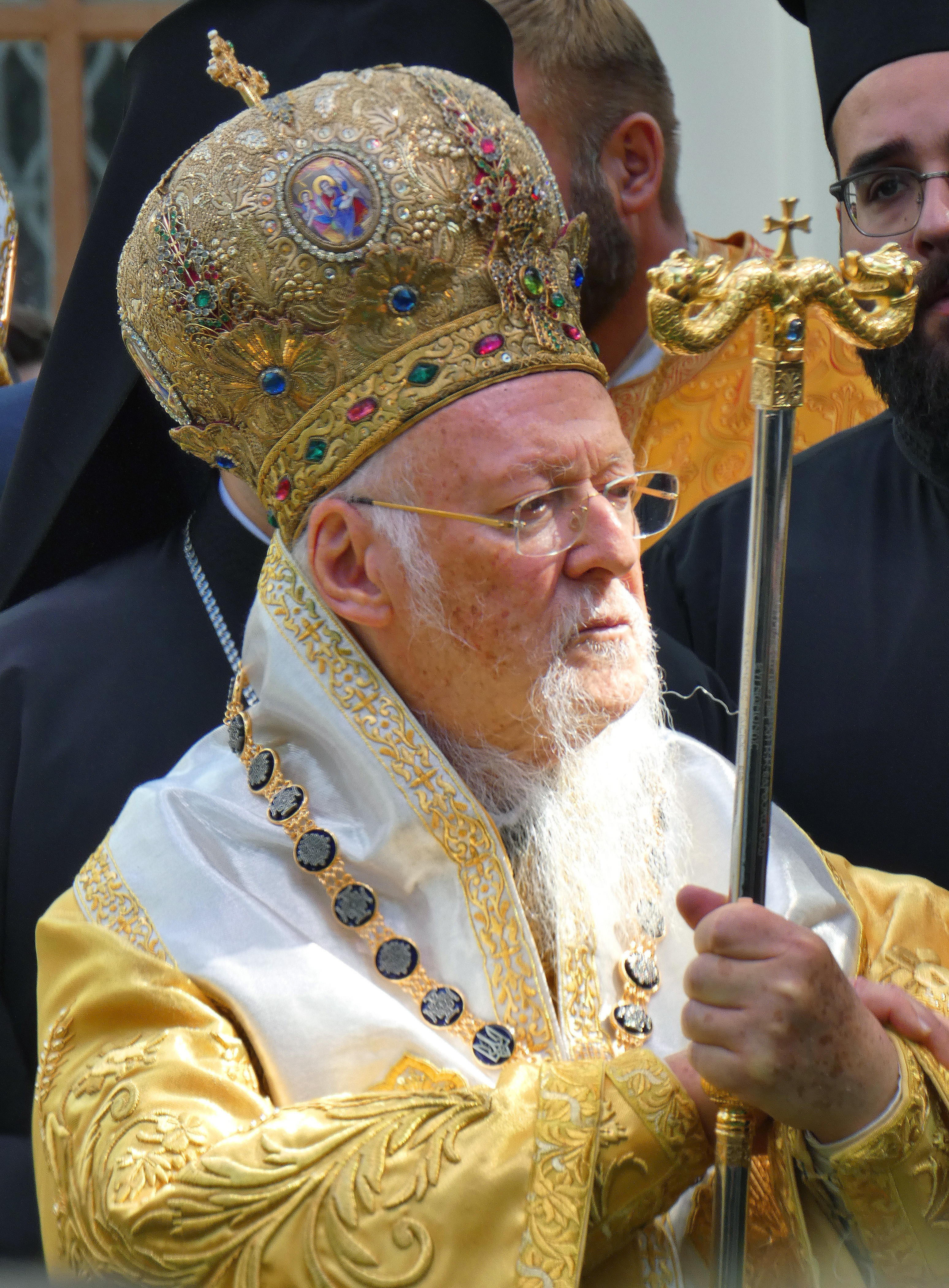
البطريرك المسكوني برثلماوس الأول في كييف عام 2021.

قال بيان صادر عن وزير خارجية الفاتيكان بيترو بارولين، أنه بينما كان السيناريو الأسوأ يتكشف، «لا يزال هناك وقت لحسن النية، ولا يزال هناك مجال للتفاوض، ولا يزال هناك مجال لممارسة الحكمة التي تمنع المصالح الحزبية من السيادة، وتحمي التطلعات المشروعة للجميع وتجنيب العالم حماقة وأهوال الحرب» في اليوم السابق، وأعلن البابا فرانسيس 2 مارس، أربعاء الرماد، يومًا عالميًا للصوم والصلاة من أجل السلام.
وأدان البطريرك المسكوني برثلماوس الأول الغزو، معربًا عن حزنه العميق ودعمه لأوكرانيا، وقال: «إنه يصلي إلى إله المحبة والسلام لتنوير قيادة الاتحاد الروسي، لفهم العواقب المأساوية المترتبة على قراراته».
في حين لم يتطرق مباشرة إلى الغزو، في 23 فبراير، أشاد كيريل وبطريرك موسكو وسائر بلاد الروس (الكنيسة الأرثوذكسية الروسية) بالرئيس بوتين لخدمة شعب روسيا، قائلاً إن الكنيسة الأرثوذكسية الروسية تعتبر القوات المسلحة للبلاد «إظهار الحب الإنجيلي بنشاط للجيران، والإخلاص للمثل الأخلاقية السامية للحقيقة والخير».
شجب مطران كييف وعموم أوكرانيا إيبيفانيوس الأول (الكنيسة الأرثوذكسية لأوكرانيا) الغزو وحث الأوكرانيين على محاربة العدوان الروسي، متضرعين بعون الله لكسب المعركة. كما شجب رئيس أساقفة كييف وهاليتش سفياتوسلاف شيفتشوك (الكنيسة الكاثوليكية اليونانية الأوكرانية) الغزو وكتب في أوكرانيسكا برافدا أن حماية الوطن الأم حق طبيعي وواجب مدني.

### المؤسسات الثقافية
صرح اتحاد البث الأوروبي في البداية أنه لا يزال يُسمح لروسيا بالمنافسة في مسابقة الأغنية الأوروبية لعام 2022، لكنه «سيواصل مراقبة الوضع عن كثب». ومع ذلك، في 25 فبراير، أعلن الاتحاد أنه لن يُسمح لروسيا بالمنافسة، مشيرًا إلى أن «إدراج مشاركة روسية في مسابقة هذا العام سيؤدي إلى تشويه سمعة المنافسة».
كما أصدرت منظمة التراث الثقافي يوروبا نوسترا والرابطة الأوروبية لعلماء الآثار وشبكة منظمات المتاحف الأوروبية بيانات تدين الغزو وتدعو إلى السلام.
صرح عمدة ميونيخ ديتر رايتر أنه سوف يزيل فاليري جيرجيف كقائد لفيلهارمونيك ميونيخ ما لم يدين جيرجيف علانية الغزو الروسي. كان جيرجيف في السابق صريحًا في دعم الرئيس الروسي بوتين. وبالمثل، قالت أوركسترا روتردام الفيلهارمونية إنها ستسحب جيرجيف من مهرجان سبتمبر إذا لم يتوقف عن دعم بوتين. يأتي هذا بعد إعلان قاعة كارنيجي في مدينة نيويورك بأنها ألغت عرضين في شهر مايو من قبل أوركسترا مسرح ماريانسكي كان من المقرر أن يديرهما جيرجيف وألغت أوركسترا فيينا الفيلهارمونية جيرجيف من جولة خماسية في الولايات المتحدة كان من المقرر أن تبدأ في 25 شهر فبراير.
ألغت دار الأوبرا الملكية في لندن جولة صيفية مخططة من قبل باليه بولشوي في موسكو. أصدر الروسي سيميون بيتشكوف، مدير الموسيقى في الفيلهارمونية التشيكية، بيانًا ينتقد بوتين. خصصت أوركسترا شيكاغو السيمفونية وأوركسترا برلين الفيلهارمونية عروضًا في ضوء الغزو.

### المؤسسات الرياضية
بعد الغزو، تم نقل العديد من الأحداث أو تعليقها أو إلغاؤها. أعلن الاتحاد الأوروبي لكرة القدم، عن نقل نهائي دوري أبطال أوروبا 2022 من سانت بطرسبرغ إلى باريس. تم تعليق سباق الجائزة الكبرى الروسي لبطولة الفورمولا 1 موسم 2022. أعلن الاتحاد الدولي لرياضة التسلق تعليق كأس العالم بولدر وسبيد في موسكو، في الفترة من 1 إلى 3 أبريل، بقصد نقل الحدث وإعادة جدولته. أعلن الاتحاد الدولي للتزلج أنه تم إلغاء جميع الأحداث المتبقية في روسيا. أعلن الاتحاد العالمي للكرلنغ أن بطولة الكيرلنغ الأوروبية 2022، المقرر عقدها في الفترة من 19 إلى 26 نوفمبر، لن تُقام في بيرم بعد الآن. أعلنت رابطة محترفي التنس نقل بطولة سانت بطرسبرغ المفتوحة.